# Materiał palny
Materiał palny jest to materiał, który w warunkach normalnych ma zdolność do samorzutnego utleniania lub też w środowisku pożarowym ulega gwałtownemu rozkładowi na palne produkty spalania z wydzieleniem dużych ilości ciepła.
Zobacz też: paliwo